# Брюховецький район
Брюховецький район — муніципальне утворення в Краснодарському краї. Районний центр — станиця Брюховецька.

## Історія
Брюховецький район утворен 2 червня 1924 року.

## Географія
Площа району становить 1 376 км². Район розташован в центральній частині Краснодарського краю, входить в рівнину частину Азово-Кубанської низовини. На сході межує з Виселківським районом, на півдні — Кореновським і Тимашевським районами, на півночі — з Канівським і Павловським районами, на заході — з Приморсько-Ахтарським районом.

## Населення
Населення району становить 54 594 осіб (2002), все населення сільське.

## Адміністративний поділ
Район має 8 сільських поселень:
- Батуринська
- Великий Бейсуг
- Брюховецька
- Новоджерелієвська
- Нове Село
- Переясловська
- Свободне
- Чепигінська

Всього на території району знаходиться 33 населених пункти.

## Транспорт
Головною дорожною магістраллю є державна траса Краснодар — Єйськ. Довжина асфальтованих доріг по району становить 228 км, є залізничний вокзал і міжміська автостанція.

## Економіка
Основа економіки — сільське господарство. В районі діють 10 сільгосппідприємств, рибколгосп і 265 селянсько-фермерських господарств.